# Tracy-Ann Oberman
Tracy-Ann Oberman (Londra, 25 agosto 1966) è un'attrice britannica.

## Biografia
Nata in una famiglia ebraica nel borgo londinese di Brent, ha studiato teatro all'Università di Manchester. Successivamente ha studiato recitazione alla Central School of Speech and Drama, perfezionandosi anche per un semestre alla Scuola del Teatro d'arte di Mosca.
Dal 2004 è sposata con il produttore Rob Cowan, con cui ha avuto una figlia nel 2006.

## Carriera
Dopo la fine degli studi, nel 1993 si è unita alla Royal Shakespeare Company, con cui è rimasta per due stagioni recitando in opere di Christopher Marlowe, Thomas Middleton, Richard Brome, John Gay e Shakespeare. Nei trent'anni successivi ha recitato regolarmente in numerose commedie nel West End londinese e a Chichester, dove ha recitato nel musical Fiddler on the Roof (2017) e Il divo Garry (2018). Nel 2023, trent'anni dopo aver lasciato la Royal Shakespeare Company, è tornata alle sue origini shakespeariane, recitando nel ruolo di Shylock in un allestimento de Il mercante di Venezia ambientato durante la battaglia di Cable Street.
Molto attiva anche in campo televisivo, ha ottenuto un primo successo nel 1997 con la serie Casualty e affermandosi presso il grande pubblico grazie al ruolo di Chrissie Watts in EastEnders, in cui è apparso per oltre duecento episodi. Inoltre ha recitato in oltre seicento radiodrammi per la BBC Radio e in qualità di opinionista ha tenuto rubriche regolari su The Guardian e The Jewish Chronicle.

## Filmografia parziale

### Cinema
- Infedele per caso (The Infidel), regia di Josh Appignanesi (2010)
- Filth, regia di Jon S. Baird (2013)

### Televisione
- Casualty - serie TV, 3 episodi (1997-1998)
- Metropolitan Police (The Bill) - serie TV, episodi 16x58 e 16x59 (2000)
- Kate & Emma - Indagini per due (Murder in Suburbia) - serie TV, episodio 1x6 (2004)
- Doctors - serie TV, episodi 6x1 e 11x113 (2004-2009)
- EastEnders - serie TV, 222 episodi (2004-2006)
- Doctor Who - serie TV, episodi 2x12 e 2x13 (2006)
- Amanti (Mistresses) - serie TV, episodio 2x5 (2009)
- Robin Hood - serie TV, episodio 3x11 (2009)
- M.I. High - Scuola di spie (M.I. High) - serie TV, episodi 4x2 e 5x2 (2010-2011)
- Waterloo Road - serie TV, episodio 7x10 (2011)
- Padre Brown (Father Brown) - serie TV, 2x10 (2014)
- After Life - serie  TV, 5 episodi (2019-2022)
- It's a Sin - serie TV, 5 episodi (2021)
- Grantchester - serie TV, episodio 5x6 (2022)
- Shakespeare & Hathaway investigatori privati (Shakespeare & Hathaway: Private Investigators) - serie TV, episodio 4x5 (2022)
- The Witcher - serie TV, episodi 3x1 e 3x2 (2023)

## Doppiatrici italiane
- Cinzia De Carolis in After Life
- Roberta Greganti in Doctor Who